# C'est un amour qui passe
Pour plus de détails, voir Fiche technique et Distribution.
C'est un amour qui passe (titre original : Ein Lied, ein Kuß, ein Mädel) est un film allemand réalisé par Géza von Bolváry, sorti en 1932.

## Synopsis
Inconnu.

## Fiche technique
- Titre original : Ein Lied, ein Kuß, ein Mädel
- Titre français : C'est un amour qui passe
- Réalisation : Géza von Bolváry
- Scénario : Fritz Grünbaum et Frederick Kohner
- Photographie : Willy Goldberger
- Montage : Hermann Haller
- Musique : Robert Stolz
- Décors : Robert A. Dietrich, Bruno Lutz
- Production : Julius Haimann
- Société de production : Super-Film GmbH
- Pays de production :  République de Weimar
- Langue : Allemand
- Format : Noir et blanc — 35 mm — 1,37:1 — Son : Mono (Tobis-Klangfilm)
- Genre : Comédie musicale
- Durée : 98 minutes (1 h 38)
- Dates de sortie : 
  - Allemagne : 14 avril 1932
  - Hongrie : 26 mai 1932
  - États-Unis : 11 décembre 1936

## Distribution
- Marta Eggerth : Wally Sommer
- Gustav Fröhlich : Peter Franke
- Fritz Grünbaum : Adolph Münzer
- Gretl Theimer : Asta Walden
- Tibor Halmay : Paul Koch
- Anton Pointner : Fritz Sturm
- Oskar Sima : Burger, le directeur
- Paul Morgan : Kurländer, le metteur en scène
- Gerhard Ritterband : Krakauer, le régisseur
- Grace Chiang : Aice Chiang, la danseuse
- Gerti Klemm : la chanteuse
- Hugo Döblin : l'homme nerveux
- Werner Finck : l'auteur
- Dajos Béla : le chef d'orchestre